# Super8 & Tab

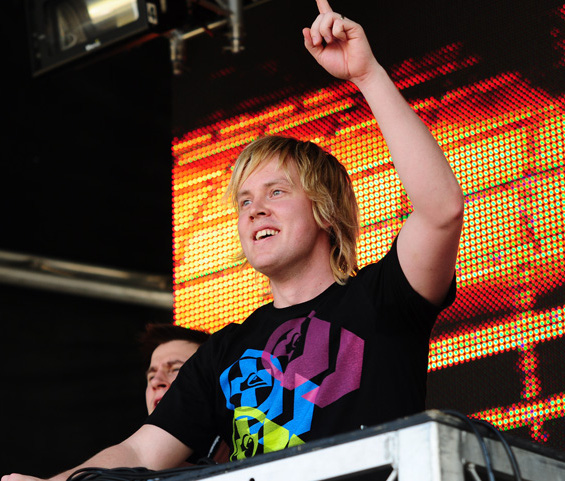
Super8 & Tab am Future Music Festival in Perth

Super8 & Tab ist ein finnisches Trance-Duo aus Helsinki, bestehend aus Miika Eloranta (Super8) und Janne Mansnerus (DJ Tab).

## Geschichte
Bis 2005 verfolgten Miika und Janne beide eine Solo-Karriere. Das Duo lernte sich durch Freunde kennen und bildete bald eine erfolgreiche Kooperation. Ihre erste gemeinsame Single First Aid veröffentlichten sie beim Trancelabel Anjunabeats. Bald darauf folgte Helsinki Scorchin' , das vom DJ Mag unter die Top 20 Tunes of 2006 gewählt wurde. Bis heute sind insgesamt 13 Singles des Duos bei Anjunabeats erschienen.
2006 veröffentlichten sie zusammen mit Mark Pledger die Compilation Anjunabeats Worldwide Vol.1, welche vom Mixmag zur Compilation of the Month gewählt wurde. Sie war bei den International Dance Music Awards (IDMA) als Best Album of 2007 nominiert. 2009 kamen Super8 & Tab in der Wahl der Top 100 DJs von DJ Mag auf Platz 82. Bei den IDMA 2010 waren sie in der Kategorie Best Break-Through DJ nominiert.
Als DJs wurden die beiden schon weltweit gebucht. Neben regelmäßigen Auftritten in England (Ministry of Sound, Godskitchen) waren sie zweimal am Future Music Festival in Australien. Sie wurden auch schon mehrmals in den Vereinigten Staaten gebucht sowie in Brasilien und Südkorea. Armin van Buuren sowie Above & Beyond haben das Duo bereits mehrmals als Gast-DJs für Jubiläumspartys ihrer Radiosendungen A State of Trance und Trance Around the World eingeladen. So haben Super8 & Tab bei der TATW-300-Party in Moskau wie auch bei der ASOT-450-Party in Breslau aufgelegt. Im April 2010 waren sie auch im Line-up für die Trance Energy in Utrecht, der weltweit größten reinen Trance-Veranstaltung.
In Rotation mit James Grant, Mark Pledger und einem Gast-DJ führen Super8 & Tab einmal pro Monat die Radiosendung Anjunabeats Worldwide auf dem Internetradio-Sender Digitally Imported.
Am 13. September 2010 erschien Empire, das erste Soloalbum von Super8 & Tab. Am 23. Februar 2018 folgte mit Reformation Part 1 das nächste Album.

## Diskografie

### Alben
- 2010: Empire
- 2011: Empire: Remixed
- 2018: Reformation Part 1
- 2020: These Little Stories Part 1
- 2021: These Little Stories Part 2

### Singles
- 2005: First Aid
- 2006: Helsinki Scorchin’
- 2006: Won’t Sleep Tonight
- 2007: Needs to Feel
- 2007: Suru
- 2007: Worldwide (mit Mark Pledger)
- 2008: Elektra
- 2009: Delusion
- 2009: Irufushi
- 2010: Black is the New Yellow (feat. Anton Sonin)
- 2010: Mercy (feat. Jan Burton)
- 2010: Empire (feat. Jan Burton)
- 2011: My Enemy / Empire (feat. Julie Thompson)
- 2011: All We Have Is Now (mit Betsie Larkin)
- 2012: Arc (vs. Tritonal)
- 2012: Awakenings
- 2012: Black Is Back (feat. Jan Burton)
- 2012: Fiesta
- 2013: Teardrops
- 2013: L.A
- 2013: Your Secret’s Safe (feat. Julie Thompson)

### Remixe (Auswahl)
- Tranquility Base – Oceanic (2007)
- Martin Roth – Off the World (2008)
- Luminary – Amsterdam (2008)
- Paul van Dyk – New York City (2008)
- Bart Claessen & Dave Schiemann – Madness (2008)
- Ferry Corsten – Made of Love (2009)
- Paul van Dyk – Nothing But You (2009)
- Markus Schulz feat. Justine Suissa – Perception (2010)
- Above & Beyond – Can’t Sleep (2011)
- Tritonal feat. Cristina Soto – Piercing Quiet (2012)
- Armin van Buuren feat. Ana Criado – I'll Listen (2012)
- BT feat. Aqualung – Surrounded (2013)